# Torrent de Cinca / Torrente de Cinca
Torrent de Cinca / Torrente de Cinca är en ort i Spanien.   Den ligger i provinsen Provincia de Huesca och regionen Aragonien, i den östra delen av landet, 400 km öster om huvudstaden Madrid. Torrent de Cinca / Torrente de Cinca ligger 113 meter över havet och antalet invånare är 992.
Terrängen runt Torrent de Cinca / Torrente de Cinca är platt norrut, men söderut är den kuperad. Torrent de Cinca / Torrente de Cinca ligger nere i en dal. Runt Torrent de Cinca / Torrente de Cinca är det ganska glesbefolkat, med 29 invånare per kvadratkilometer. Närmaste större samhälle är Fraga, 5,6 km norr om Torrent de Cinca / Torrente de Cinca. Omgivningarna runt Torrent de Cinca / Torrente de Cinca är i huvudsak ett öppet busklandskap.